# Barkan (Izrael)
Barkan (hebr. ברקן) – osiedle żydowskie położone w samorządzie regionu Szomeron, w Dystrykcie Judei i Samarii, w Izraelu.
Leży w zachodniej części Samarii na terytorium Autonomii Palestyńskiej, w otoczeniu arabskiego miasta Bidja, arabskich wiosek Sarta, Karawat Bani Hassan, żydowskich osiedli Kirjat Netafim, Rewawa i Beruchin.
W strefie przemysłowej Barkan znajduje się siedziba władz administracyjnych samorządu regionu Szomeron.

## Historia
W dniu 29 listopada 1947 roku Zgromadzenie Ogólne Organizacji Narodów Zjednoczonych przyjęło Rezolucję nr 181 w sprawie podziału Palestyny na dwa państwa: żydowskie i arabskie. Tutejsze tereny miały znajdować się w państwie arabskie i w wyniku I wojny izraelsko-arabskiej w 1948 roku znalazły się pod okupacją Jordanii. Podczas wojny sześciodniowej w 1967 roku ziemie te zajęły wojska izraelskie.
Współczesna osada została założona w czerwcu 1981 roku przez grupę żydowskich świeckich osadników z syjonistycznej organizacji młodzieżowej Bejtar i prawicowej partii politycznej Herut. Pierwotnie osiedle nazywało się Beit Abba, na cześć Abba Ahimeira (1898-1962) jednego z przywódców żydowskiej organizacji paramilitarnej Lechi z okresu Mandatu Palestyny. 13 czerwca 1995 roku grupa stu żydowskich osadników przybyła do Barkanu w ramach rządowego projektu rozbudowy osiedla. Minister budownictwa Benjamin Ben Eliezer powiedział, że gdyby okazało się, że te ziemie nie należą do osadników, wówczas nastąpiłaby ewakuacja osiedla.
Istnieją plany wybudowania muru bezpieczeństwa, który będzie przebiegał wzdłuż zachodniej i północnej granicy osiedla.

## Kultura i sport

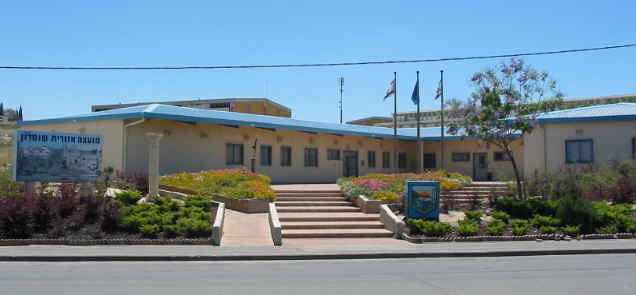
Siedziba władz administracyjnych samorządu regionu Szomeron

W osiedlu jest ośrodek kultury, biblioteka, korty tenisowe oraz basen pływacki.

## Gospodarka
Na wschód od osiedla znajduje się strefa przemysłowa Barkan (hebr. איזור התעשיה ברקן), którą utworzono w 1982 roku. Swoją działalność prowadzi tutaj około 120 przedsiębiorstw i zakładów produkcyjnych, z branży spożywczej, dziewiarskiej, metalowej i tworzyw sztucznych. Zatrudnienie znajduje tutaj około 6 tys. pracowników, z których 60% stanowią Palestyńczycy z okolicznych arabskich wiosek.
Dużą trudnością dla lokalnego biznesu są powtarzające się oskarżenia o wybudowanie strefy przemysłowej na ziemi ukradzionej Palestyńczykom, oraz o wykorzystywanie taniej arabskiej siły roboczej. Oskarżeniom towarzyszy bojkot produkowanych tutaj towarów. Trudności te zmusiły lokalną wytwórnię win Barkan Wineries do przeniesienia się w 2008 roku do kibucu Chulda. Podobne decyzje podjęły także inne firmy, w tym międzynarodowy koncern Unilever.

## Komunikacja
Na południe od wioski przebiega droga ekspresowa nr 5 (Tel Awiw-Ari’el), brak jednak możliwości bezpośredniego wjazdu na nią. Z osiedla wyjeżdża się na wschód na drogę nr 505, którą jadąc na północny zachód dojeżdża się do osiedla Kirjat Netafim, lub jadąc na wschód dojeżdża się do drogi ekspresowej nr 5.